# Kian Shahr
Kīān Shahr (farsi کیان‌شهر) è una città dello shahrestān di Kuhbonan, circoscrizione di Tugrol Al Jerd, nella provincia di Kerman. Aveva, nel 2006, una popolazione di 6.503 abitanti. 